# SVT Örebro
SVT Örebro är Sveriges Televisions regionala verksamhet från Örebro. Tidigare hade orten en varierande programproduktion, men efter omfördelning av resurser produceras i huvudsak lokala nyheter i Örebro.
Televisionen i Örebro etablerades 1960 av Rune Ruhnbro och Curt Åkeson som kom från SR:s södra distrikt i Malmö. År 1969 invigdes TV-huset i Almby.
Det regionala nyhetsprogrammet Bergslagsnytt sändes på prov från Örebro under 1973, men permanentades inte. Det dröjde till 1986 innan Mellansverige fick ett eget nyhetsprogram i form av Tvärsnytt.
Örebro producerade bland annat kulturprogram som Rikets kultur och Musikspegeln. Under 2000-talet satsade man även på inredningsprogram som Gör det själv, Sommartorpet och Nya rum.
SVT:s nedskärningar 2005 slog hårt mot Örebro som i princip lade ner produktionen av allmän-TV, det vill säga program som inte är nyhetsprogram. Hösten 2004 lämnade man dessutom TV-huset i Almby och flyttade till mindre lokaler i centrala Örebro.
I maj 2019 meddelades det att utsändningen av lokala nyheter från Örebro skulle upphöra som en del av en omorganisation. De sista sändningarna från Örebro gjordes den 29 november 2019. Nyhetsredaktionen blev kvar, men utsändningen gjordes efter detta från Göteborg med programledare i Karlstad.

## Distriktschefer
- Rune Ruhnbro (1960[5]-1979)
- Tone Bengtsson (1979-1983)
- Jan Sandquist (1983-1986)
- Jan Hermansson (1986-1995)

Hermansson var från 1996 enhetschef för SVT Mellansverige där Örebro ingick.